# 笑話集 (デ・ペリエ)
「笑話集」（しょうわしゅう（わらいばなししゅう）、Nouvelles récréations et joyeux devis）は1558年に出版された、フランスの作家、ボナヴァンチュール・デ・ペリエ（ボナヴェントゥラ・デ・ペリエ）の物語集である。